# 猪熊時久
猪熊 時久（いのくま ときひさ、1926年5月17日 - 2002年6月20日）は、日本の経営者。明電舎社長、会長を務めた。群馬県前橋市出身。

## 経歴
1950年に東京大学法学部法律学科を卒業し、同年に住友銀行に入行。1977年5月に取締役に就任し、1979年6月に常務、1981年6月に専務を経て、1983年6月には明電舎副社長に就任し、1984年6月には社長に昇格。1991年6月には会長にも兼任し、1992年6月に会長に専任し、1998年6月から相談役を務めた。
2002年6月20日呼吸不全のために死去。76歳没。